# Bailables n.º 9
Bailables № 9 "Agua Fresca, es el décimo séptimo álbum del arpista Hugo Blanco y su Conjunto, grabado en 1972 y el noveno volumen de ésta serie "Bailables". Se emplea mecanismo sicodélicos en las grabaciones y también se actualizan versiones originales de sus primeros registros musicales. Tal es el caso de "Agua Fresca", (Domingo por la Mañana), "Ziruma", "Playa Colorada", "Cintas de Colores" (Playa de San Luis) y el relanzamiento de "Luces de Caracas".

## Pistas
| N.º | Canción                           | Duración |
| --- | --------------------------------- | -------- |
| 1.  | "Agua Fresca" Hugo Blanco         |          |
| 2.  | "Piedras del Río" Hugo Blanco     |          |
| 3.  | "Esclavos"(*) Hugo Blanco         |          |
| 4.  | "Oro Cochano" Hugo Blanco         |          |
| 5.  | "Por la Carretera"(*) Hugo Blanco |          |
| 6.  | "Luces de Caracas"(*) Hugo Blanco |          |
| 7.  | "Serpentinas" Hugo Blanco         |          |
| 8.  | "Cara Redonda" Hugo Blanco        |          |
| 9.  | "Cintas de Colores" Hugo Blanco   |          |
| 10. | "Camisa de Flores" Hugo Blanco    |          |
| 11. | "Ziruma"(**) Hugo Blanco          |          |
| 12. | "Playa Colorada"(*) Hugo Blanco   |          |

-(*)Segunda Versión.
-(**)Tercera Versión.